# Chaetaglaea
Chaetaglaea is een geslacht van vlinders van de familie uilen (Noctuidae), uit de onderfamilie Cuculliinae.

## Soorten
- C. cerata Franclemont, 1943
- C. sericea Morrison, 1874
- C. tremula Harvey, 1874